# Condé-Sainte-Libiaire
Condé-Sainte-Libiaire est une commune française située dans le département de Seine-et-Marne, en région Île-de-France.

## Géographie

### Localisation

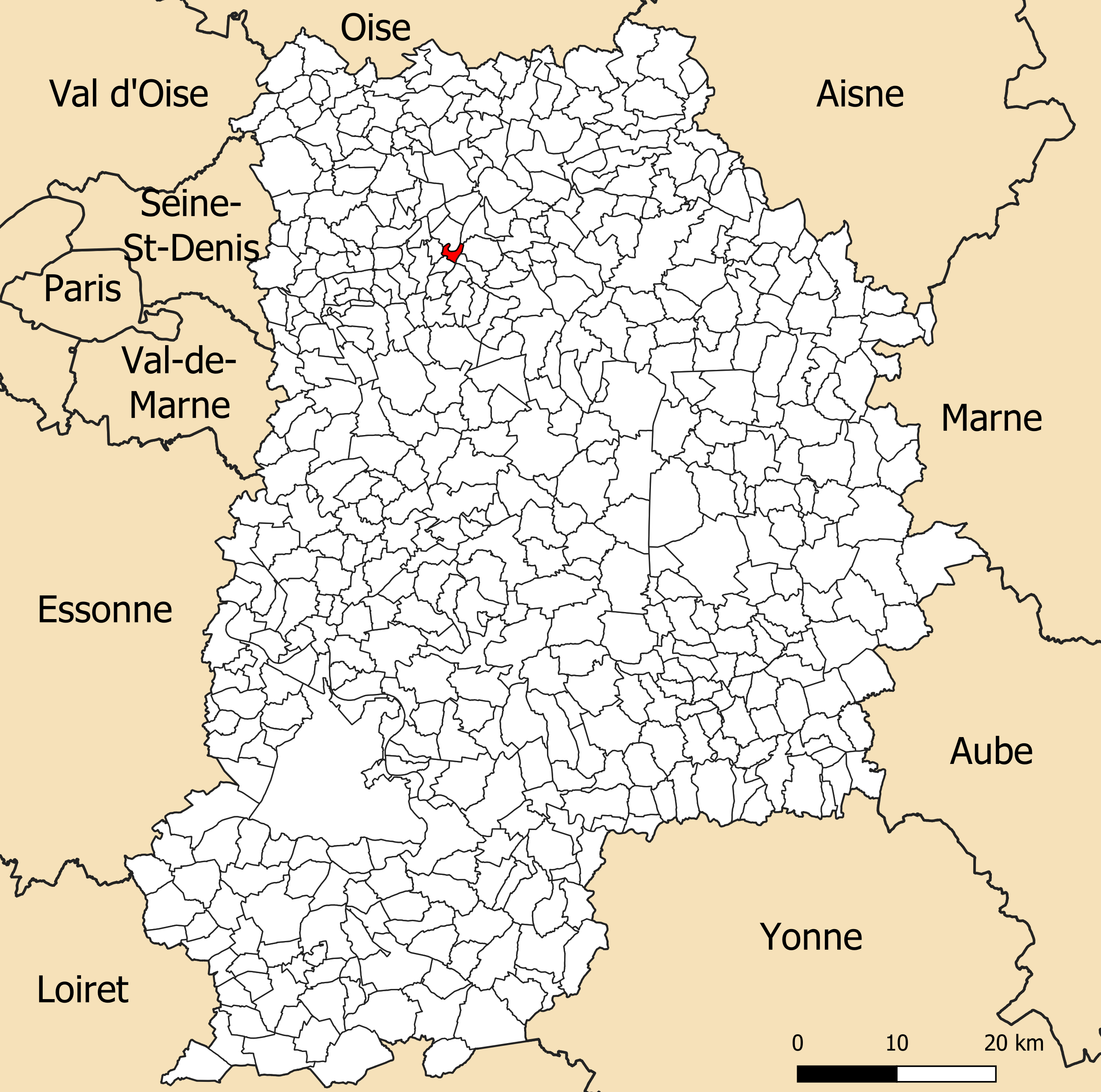
Localisation de la commune de Condé-Sainte-Libiaire dans le département de Seine-et-Marne

Condé-Sainte-Libiaire est située à 10 km au sud-ouest de Meaux sur la rive droite du Grand Morin.

### Communes limitrophes
|       | Isles-lès-Villenoy    | Mareuil-lès-Meaux      |
| Esbly | Condé-Sainte-Libiaire | Quincy-Voisins         |
|       | Montry                | Couilly-Pont-aux-Dames |

### Géologie et relief
L'altitude de la commune varie de 41 mètres à 91 mètres pour le point le plus haut, le centre du bourg se situant à environ 49 mètres d'altitude (mairie). Elle est classée en zone de sismicité 1, correspondant à une sismicité très faible.

### Hydrographie

#### Réseau hydrographique

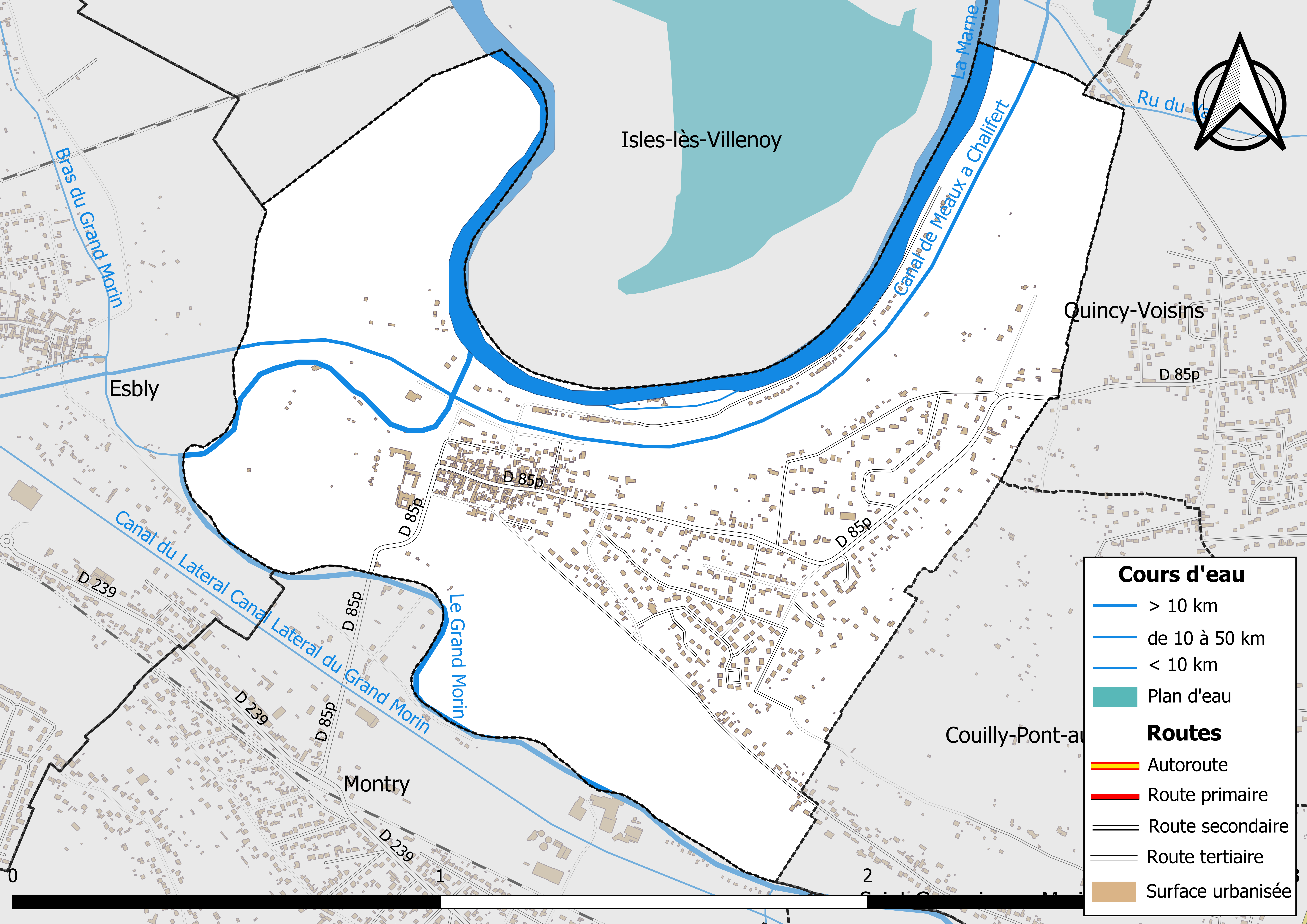
Carte des réseaux hydrographique et routier de Condé-Sainte-Libiaire.

Le réseau hydrographique de la commune se compose de quatre cours d'eau référencés :
- la rivière la Marne, longue de 514,26 km[3], principal affluent de la Seine, au nord, ainsi que :
  - un bras de 0,40 km[4] ;
  - la rivière le Grand Morin, longue de 118,16 km[5], affluent en rive gauche de la Marne, au sud-ouest ;
  - le canal de Meaux à Chalifert, long de 12,60 km[6]. traverse la commune et conflue dans la Marne à Chalifert.

Par ailleurs, son territoire est également traversé par l’ aqueduc de la Dhuis.
La longueur totale des cours d'eau sur la commune est de 6,32 km.

#### Gestion des cours d'eau
Afin d’atteindre le bon état des eaux imposé par la Directive-cadre sur l'eau du 23 octobre 2000, plusieurs outils de gestion intégrée s’articulent à différentes échelles : le SDAGE, à l’échelle du bassin hydrographique, et le SAGE, à l’échelle locale. Ce dernier fixe les objectifs généraux d’utilisation, de mise en valeur et de protection quantitative et qualitative des ressources en eau superficielle et souterraine. Le département de Seine-et-Marne est couvert par six SAGE, au sein du bassin Seine-Normandie.
La commune fait partie du SAGE « Petit et Grand Morin », approuvé le 21 octobre 2016. Le territoire de ce SAGE comprend les bassins du Petit Morin (630 km2) et du Grand Morin (1 185 km2). Le pilotage et l’animation du SAGE sont assurés par le syndicat Mixte d'Aménagement et de Gestion des Eaux (SMAGE) des 2 Morin, qualifié de « structure porteuse ».

### Climat
Pour des articles plus généraux, voir Climat de l'Île-de-France et Climat de Seine-et-Marne.
En 2010, le climat de la commune est de type climat océanique dégradé des plaines du Centre et du Nord, selon une étude du CNRS s'appuyant sur une série de données couvrant la période 1971-2000. En 2020, Météo-France publie une typologie des climats de la France métropolitaine dans laquelle la commune est exposée à un climat océanique altéré et est dans la région climatique Nord-est du bassin Parisien, caractérisée par un ensoleillement médiocre, une pluviométrie moyenne régulièrement répartie au cours de l’année et un hiver froid (3 °C).
Pour la période 1971-2000, la température annuelle moyenne est de 11,4 °C, avec une amplitude thermique annuelle de 14,7 °C. Le cumul annuel moyen de précipitations est de 704 mm, avec 11,3 jours de précipitations en janvier et 8,2 jours en juillet. Pour la période 1991-2020, la température moyenne annuelle observée sur la station météorologique la plus proche, située sur la commune de Torcy à 14 km à vol d'oiseau, est de 12,1 °C et le cumul annuel moyen de précipitations est de 716,4 mm,. Pour l'avenir, les paramètres climatiques de la commune estimés pour 2050 selon différents scénarios d'émission de gaz à effet de serre sont consultables sur un site dédié publié par Météo-France en novembre 2022.

### Milieux naturels et biodiversité

#### Réseau Natura 2000

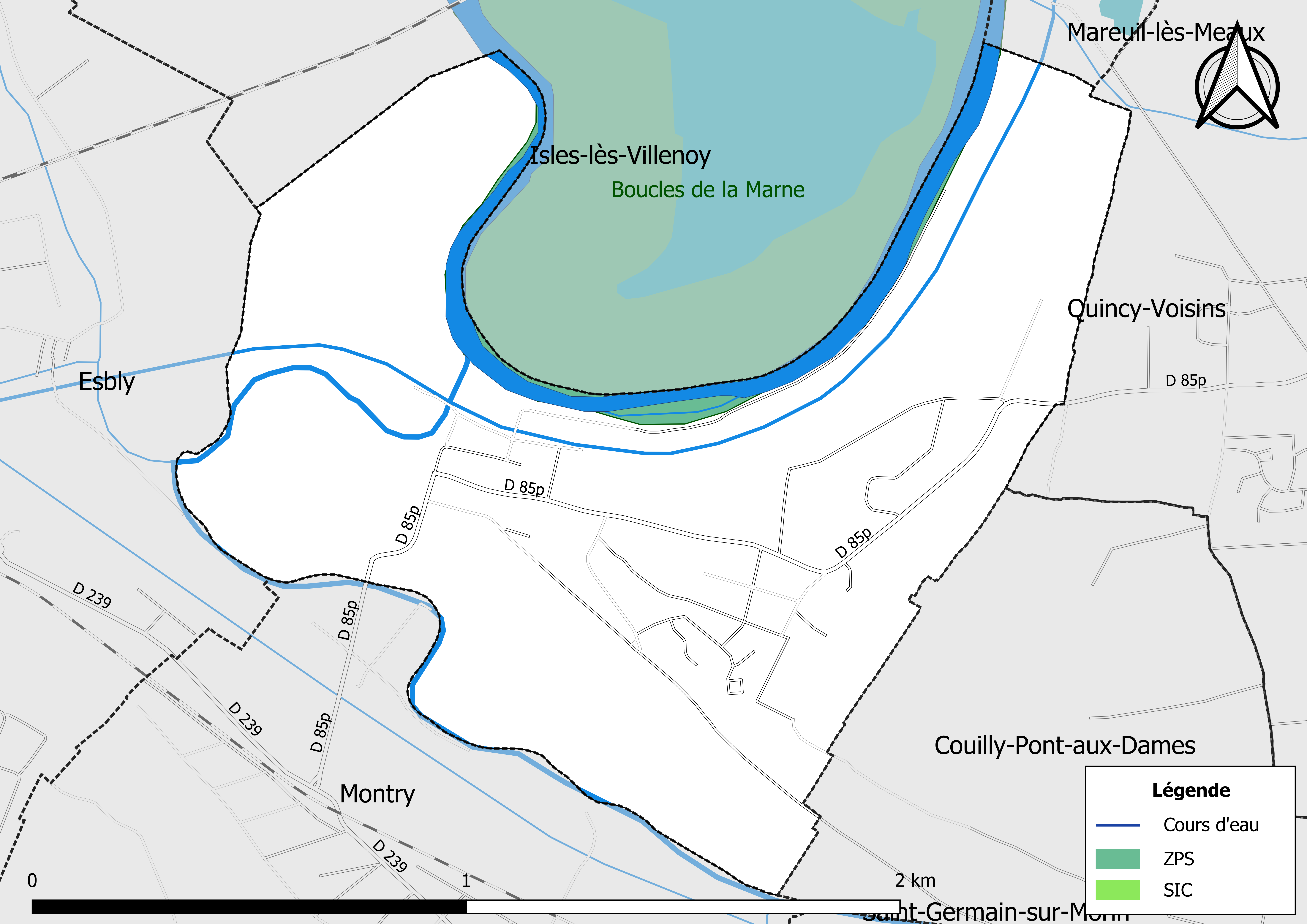
Sites Natura 2000 sur le territoire communal.

Le réseau Natura 2000 est un réseau écologique européen de sites naturels d’intérêt écologique élaboré à partir des Directives « Habitats » et « Oiseaux ». Ce réseau est constitué de Zones spéciales de conservation (ZSC) et de Zones de protection spéciale (ZPS). Dans les zones de ce réseau, les États Membres s'engagent à maintenir dans un état de conservation favorable les types d'habitats et d'espèces concernés, par le biais de mesures réglementaires, administratives ou contractuelles.
Un  site Natura 2000 a été défini sur la commune au titre de la « directive Oiseaux » :  
- les « Boucles de la Marne », d'une superficie de 2 641 ha, un lieu refuge pour une population d’Œdicnèmes criards d’importance régionale qui subsiste malgré la détérioration des milieux[19],[20].

#### Zones naturelles d'intérêt écologique, faunistique et floristique

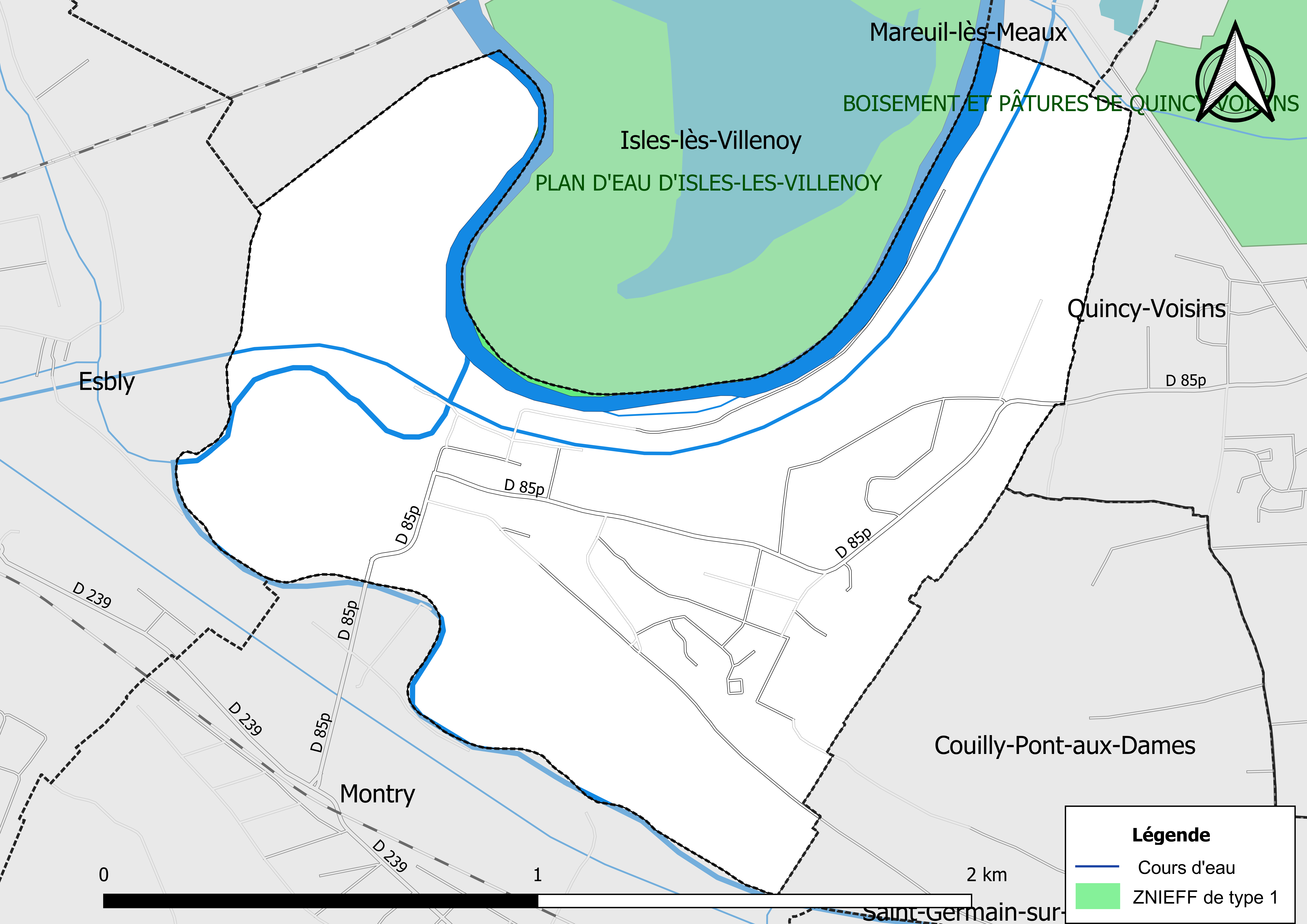
Carte des ZNIEFF de type 1 localisées sur la commune.

L’inventaire des zones naturelles d'intérêt écologique, faunistique et floristique (ZNIEFF) a pour objectif de réaliser une couverture des zones les plus intéressantes sur le plan écologique, essentiellement dans la perspective d’améliorer la connaissance du patrimoine naturel national et de fournir aux différents décideurs un outil d’aide à la prise en compte de l’environnement dans l’aménagement du territoire.
Le territoire communal de Condé-Sainte-Libiaire comprend une ZNIEFF de type 1,, 
le « plan d'eau d'Isles-les-Villenoy » (156,87 ha), couvrant 3 communes du département

## Urbanisme

### Typologie
Au 1er janvier 2024, Condé-Sainte-Libiaire est catégorisée ceinture urbaine, selon la nouvelle grille communale de densité à sept niveaux définie par l'Insee en 2022.
Elle appartient à l'unité urbaine de Bailly-Romainvilliers, une agglomération intra-départementale regroupant quatorze  communes, dont elle est une commune de la banlieue,,. Par ailleurs la commune fait partie de l'aire d'attraction de Paris, dont elle est une commune de la couronne,. Cette aire regroupe 1 929 communes,.

### Lieux-dits et écarts

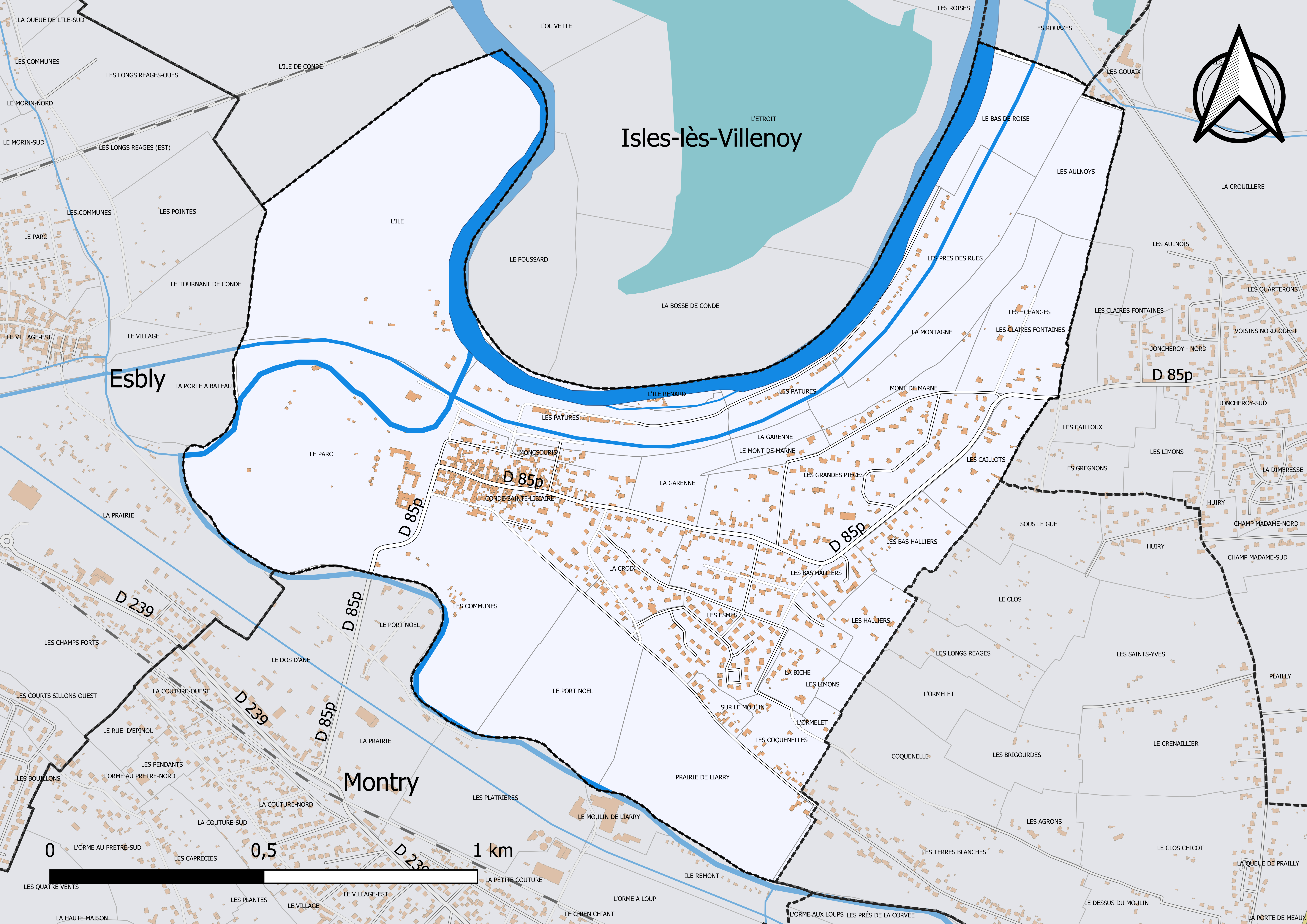
Carte du cadastre de la commune de Condé-Sainte-Libiaire.

La commune compte 30 lieux-dits administratifs répertoriés consultables ici (source : le fichier Fantoir).

### Occupation des sols
L'occupation des sols de la commune, telle qu'elle ressort de la base de données européenne d’occupation biophysique des sols Corine Land Cover (CLC), est marquée par l'importance des territoires artificialisés (37,5 % en 2018), en augmentation par rapport à 1990 (29,1 %). La répartition détaillée en 2018 est la suivante : 
zones urbanisées (37,5% ), forêts (35,5% ), prairies (13,7% ), terres arables (13,3 %).
Parallèlement, L'Institut Paris Région, agence d'urbanisme de la région Île-de-France, a mis en place un inventaire numérique de l'occupation du sol de l'Île-de-France, dénommé le MOS (Mode d'occupation du sol), actualisé régulièrement depuis sa première édition en 1982. Réalisé à partir de photos aériennes, le Mos distingue les espaces naturels, agricoles et forestiers mais aussi les espaces urbains (habitat, infrastructures, équipements, activités économiques, etc.) selon une classification pouvant aller jusqu'à 81 postes, différente de celle de Corine Land Cover,,. L'Institut met également à disposition des outils permettant de visualiser par photo aérienne l'évolution de l'occupation des sols de la commune entre 1949 et 2018.

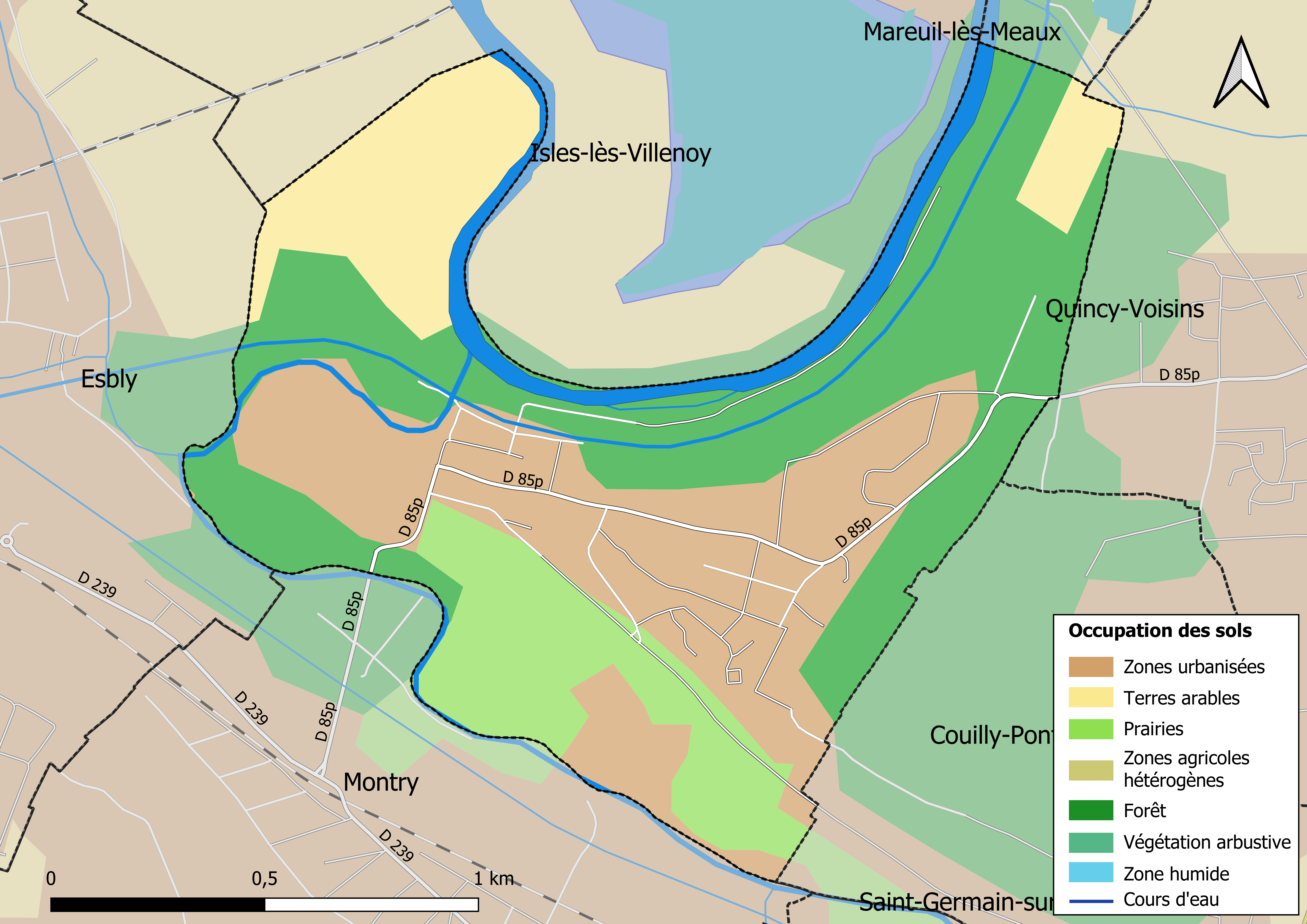
Carte des infrastructures et de l'occupation des sols en 2018 (CLC) de la commune.
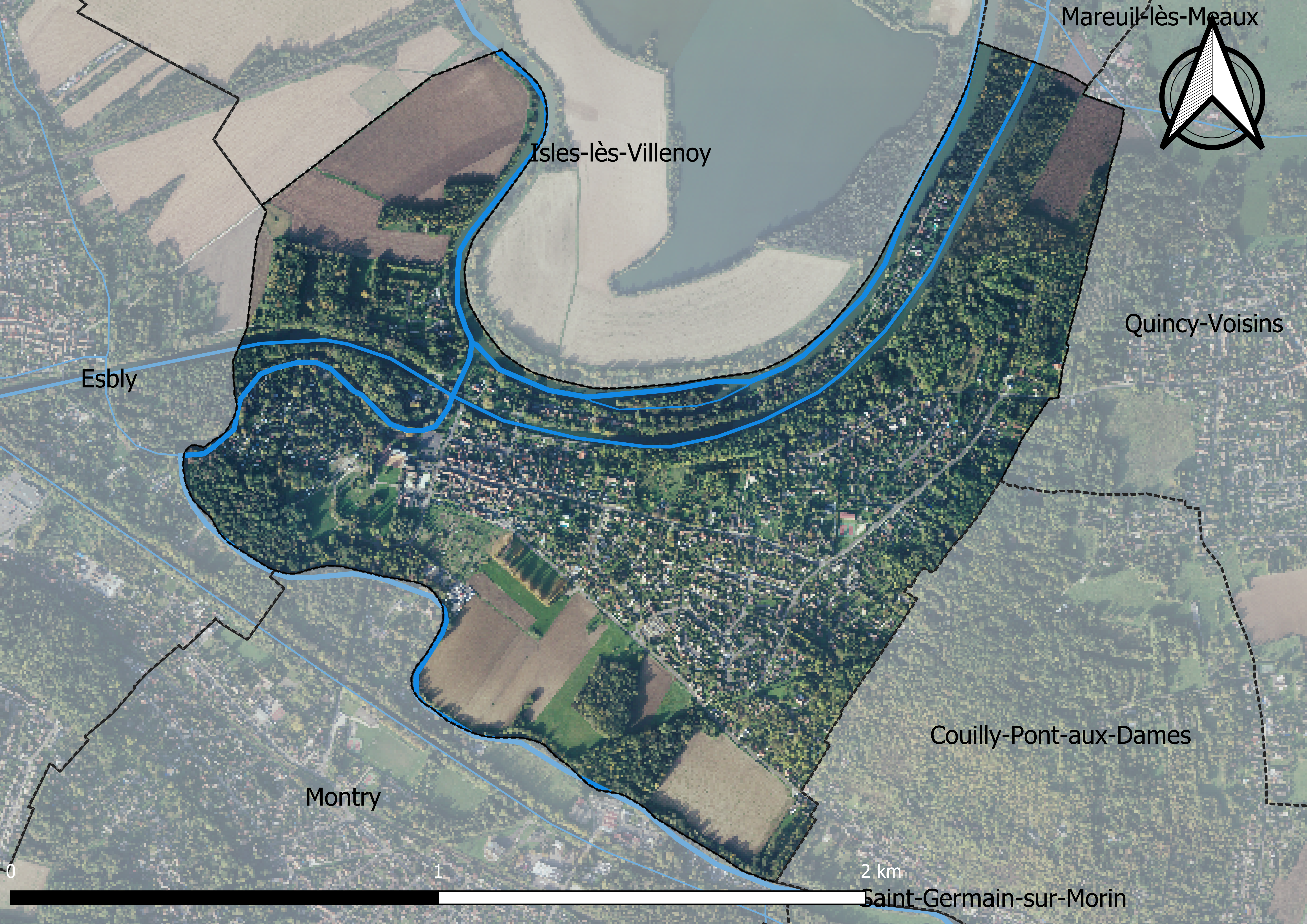
Carte orhophotogrammétrique de la commune.

### Planification
La loi SRU du 13 décembre 2000 a incité les communes à se regrouper au sein d’un établissement public, pour déterminer les partis d’aménagement de l’espace au sein d’un SCoT, un document d’orientation stratégique des politiques publiques à une grande échelle et à un horizon de 20 ans et s'imposant aux documents d'urbanisme locaux, les PLU (Plan local d'urbanisme). La commune est dans le territoire du SCOT Pays créçois, approuvé le 18 décembre 2019.
La commune, en 2019, avait engagé l'élaboration d'un plan local d'urbanisme.

### Logement
En 2017, le nombre total de logements dans la commune était de 618 dont 94,9 % de maisons (maisons de ville, corps de ferme, pavillons, etc.) et 3,7 % d'appartements.
Parmi ces logements, 90,4 % étaient des résidences principales, 4,5 % des résidences secondaires et 5,1 % des logements vacants.
La part des ménages fiscaux propriétaires de leur résidence principale s'élevait à 92,7 % contre 5,2 % de locataires et 2,1 % logés gratuitement.

### Voies de communication et transports
La commune est desservie par la gare de Montry - Condé, située à Montry. Elle est traversée par la route départementale 85P.

## Toponymie
Le nom de la localité est mentionné sous les formes Condetum Sancte Libarie en 1353 ; Condé sainte Libière en 1719 (BMS) et en 1757 (Cassini) ; Condé-sur-Morin 1793 ; Condé.
Du gaulois  condate , « confluent », et de la sainte éponyme. Ainsi, dans le département, La Ferté-sous-Jouarre (au confluent de la Marne et du Petit Morin) s’appelait « Condé la Ferté », et Montereau (au confluent de la Seine et de l'Yonne) s’appelait « Condate ».
De 1793 à 1801, à la suite de la Révolution française, la commune porte le nom de Condé-sur-Morin.

## Histoire
Condé, alias Condetum Sancte Libiaire, est un village très ancien (condetum est un vieux mot d'origine celtique qui signifiait confluent). Un acte de janvier 1258 relate que Gilbert de Herbot de Compans cède, à l’Hôtel Dieu de Paris, deux arpents et demi de ses terres dans la commune de Condé et à cette époque déjà (XIIIe siècle), elle avait le titre de paroisse. Le village dépendait de la province de Champagne et de Brie. Après le mariage de Jeanne de Navarre (comtesse de Champagne et de Brie) et de Philippe le Bel (roi de France ; le 16 août 1284), cette province fut réunie à la couronne.
À partir de cette époque, Condé est passée dans la partie de la Brie champenoise qui dépendait de l’Île-de-France.
Aux XIIe siècle et XIIIe siècles, Condé était un pays de vignobles. La dernière belle récolte date de 1874 avec 1200 hl. Il existait à cette époque vingt viticulteurs. Quarante ans après, aucune vigne n’existait plus.
Avant la Révolution française, Condé était une paroisse de l’archidiocèse de Brie, le château du village appartenait au XIIIe siècle aux bénédictins de Saint Pierre de Lagny. Avec tous droits féodaux en vigueur, ils en conservèrent la propriété jusqu’au XVe siècle.

## Politique et administration

### Rattachements administratifs et électoraux
La commune fait partie de l'arrondissement de Meaux du département de Seine-et-Marne, en région Île-de-France. Pour l'élection des députés, elle dépend de la cinquième circonscription de Seine-et-Marne.
La commune appartenait, depuis 1793, au canton de Crécy-la-Chapelle. Dans le cadre du redécoupage cantonal de 2014 en France, la commune fait désormais partie du canton de Serris.

### Intercommunalité
La commune a intégré en 2006 la communauté de communes du Pays Créçois.
Son territoire a été réparti entre plusieurs autres intercommunalités, et, à compter du 1er janvier 2020, la commune est sérmais membre de la Communauté d'agglomération Coulommiers Pays de Brie.

## Équipements et services

### Eau et assainissement
L’organisation de la distribution de l’eau potable, de la collecte et du traitement des eaux usées et pluviales relève des communes. La loi NOTRe de 2015 a accru le rôle des EPCI à fiscalité propre en leur transférant cette compétence. Ce transfert devait en principe être effectif au 1er janvier 2020, mais la loi Ferrand-Fesneau du 3 août 2018 a introduit la possibilité d’un report de ce transfert au 1er janvier 2026,.

#### Assainissement des eaux usées
En 2020, la gestion du service d'assainissement collectif de la commune de Condé-Sainte-Libiaire est assurée par  le SMA de Quincy Mareuil Condé-Sainte-Libiaire pour la collecte et . Ce service est géré en délégation par une entreprise privée, dont le contrat arrive à échéance le 9 mars 2020,,.
L’assainissement non collectif (ANC) désigne les installations individuelles de traitement des eaux domestiques qui ne sont pas desservies par un réseau public de collecte des eaux usées et qui doivent en conséquence traiter elles-mêmes leurs eaux usées avant de les rejeter dans le milieu naturel. Le SMA de Quincy Mareuil Condé-Sainte-Libiaire assure pour le compte de la commune le service public d'assainissement non collectif (SPANC), qui a pour mission de vérifier la bonne exécution des travaux de réalisation et de réhabilitation, ainsi que le bon fonctionnement et l’entretien des installations. Cette prestation est déléguée à une entreprise privée,.

#### Eau potable
En 2020, l'alimentation en eau potable est assurée par la commune qui en a délégué la gestion à l'entreprise Veolia, dont le contrat expire le 30 juin 2027,,.

## Population et société

### Démographie
L'évolution du nombre d'habitants est connue à travers les recensements de la population effectués dans la commune depuis 1793. Pour les communes de moins de 10 000 habitants, une enquête de recensement portant sur toute la population est réalisée tous les cinq ans, les populations de référence des années intermédiaires étant quant à elles estimées par interpolation ou extrapolation. Pour la commune, le premier recensement exhaustif entrant dans le cadre du nouveau dispositif a été réalisé en 2008.

En 2022, la commune comptait 1 470 habitants, en évolution de +4,26 % par rapport à 2016 (Seine-et-Marne : +3,92 %, France hors Mayotte : +2,11 %).
| 1793 | 1800 | 1806 | 1821 | 1831 | 1836 | 1841 | 1846 | 1851 |
| ---- | ---- | ---- | ---- | ---- | ---- | ---- | ---- | ---- |
| 406  | 391  | 415  | 426  | 443  | 448  | 440  | 443  | 393  |

| 1856 | 1861 | 1866 | 1872 | 1876 | 1881 | 1886 | 1891 | 1896 |
| ---- | ---- | ---- | ---- | ---- | ---- | ---- | ---- | ---- |
| 362  | 355  | 359  | 358  | 339  | 321  | 314  | 324  | 330  |

| 1901 | 1906 | 1911 | 1921 | 1926 | 1931 | 1936 | 1946 | 1954 |
| ---- | ---- | ---- | ---- | ---- | ---- | ---- | ---- | ---- |
| 340  | 360  | 342  | 298  | 351  | 403  | 411  | 376  | 371  |

| 1962 | 1968 | 1975 | 1982  | 1990  | 1999  | 2006  | 2008  | 2013  |
| ---- | ---- | ---- | ----- | ----- | ----- | ----- | ----- | ----- |
| 399  | 487  | 645  | 1 029 | 1 365 | 1 344 | 1 401 | 1 418 | 1 420 |

| 2018  | 2022  | - | - | - | - | - | - | - |
| ----- | ----- | - | - | - | - | - | - | - |
| 1 425 | 1 470 | - | - | - | - | - | - | - |

### Manifestations culturelles et festivités
- La soirée dansante du mois de mars ;
- Les feux de la Saint-Jean ;
- La fête communale avec le feu d’artifice ;
- La brocante ;
- La soirée beaujolais ;
- Le marché de Noël.
- Carnaval
- Kermesse
- Halloween

### Sports
- Le football club de Montry Condé
- Condé gymnastique
- Tir à l’arc : Condé serait la plus vieille compagnie d’Arc de France[59].
- Yoga : inscription à la séance
- Tennis Club de Condé : des cours pour adultes et enfants.
- Association de Pêche
- Autour des Arts : cours de danse pour enfants, ados, adultes.
- Club Fitness

## Économie

### Revenus de la population et fiscalité
En 2017, le nombre de ménages fiscaux de la commune était de 538, représentant 1 390 personnes et la  médiane du revenu disponible par unité de consommation  de 27 150 euros.

### Emploi
En 2017 , le nombre total d’emplois dans la zone était de 85, occupant 634 actifs  résidants.
Le taux d'activité de la population (actifs ayant un emploi) âgée de 15 à 64 ans s'élevait à 70,1 % contre un taux de chômage de 6,8 %. 
Les 23,1 % d’inactifs se répartissent de la façon suivante : 9,5 % d’étudiants et stagiaires non rémunérés, 6,9 % de retraités ou préretraités et 6,6 % pour les autres inactifs.

### Secteurs d'activité

#### Entreprises et commerces
En 2018, le nombre d'établissements actifs était de 90 dont 5 dans l’industrie manufacturière, industries extractives et autres, 23 dans la construction, 16 dans le commerce de gros et de détail, transports, hébergement et restauration, 4 dans l’Information et communication,  3 dans les activités financières et d'assurance, 8 dans les activités immobilières, 16 dans les activités spécialisées, scientifiques et techniques et activités de services administratifs et de soutien, 7 dans l’administration publique, enseignement, santé humaine et action sociale et 8  étaient relatifs aux autres activités de services.
En 2019, 17 entreprises ont été créées sur le territoire de la commune, dont 15 individuelles.
Au 1er janvier 2021, la commune ne disposait pas d’hôtel et de terrain de camping.
La commune dispose d'une boulangerie dans la rue Pasteur, 2 restaurants au quai de la Marne et une supérette en face de la mairie.

## Culture locale et patrimoine

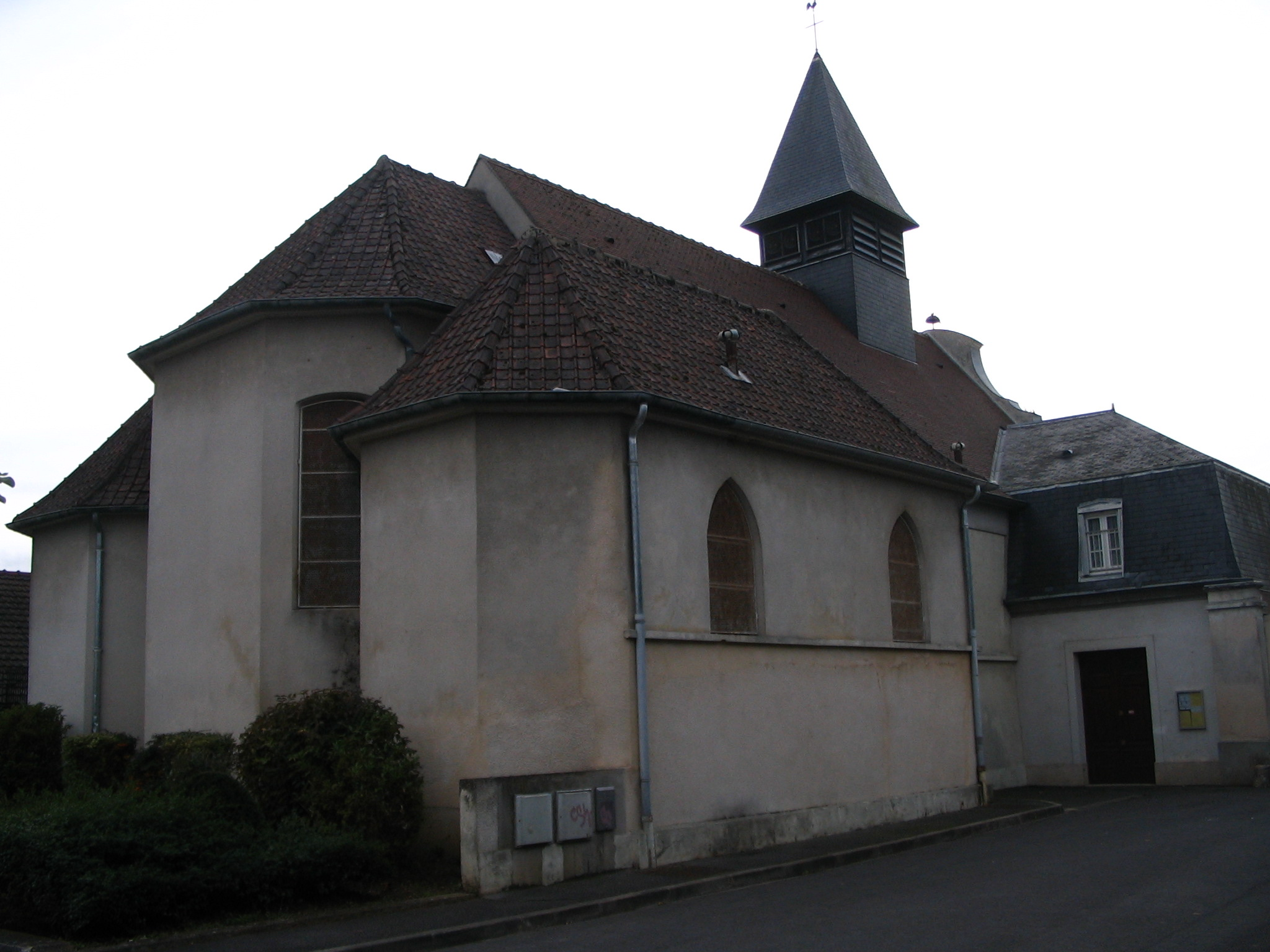
L'église.

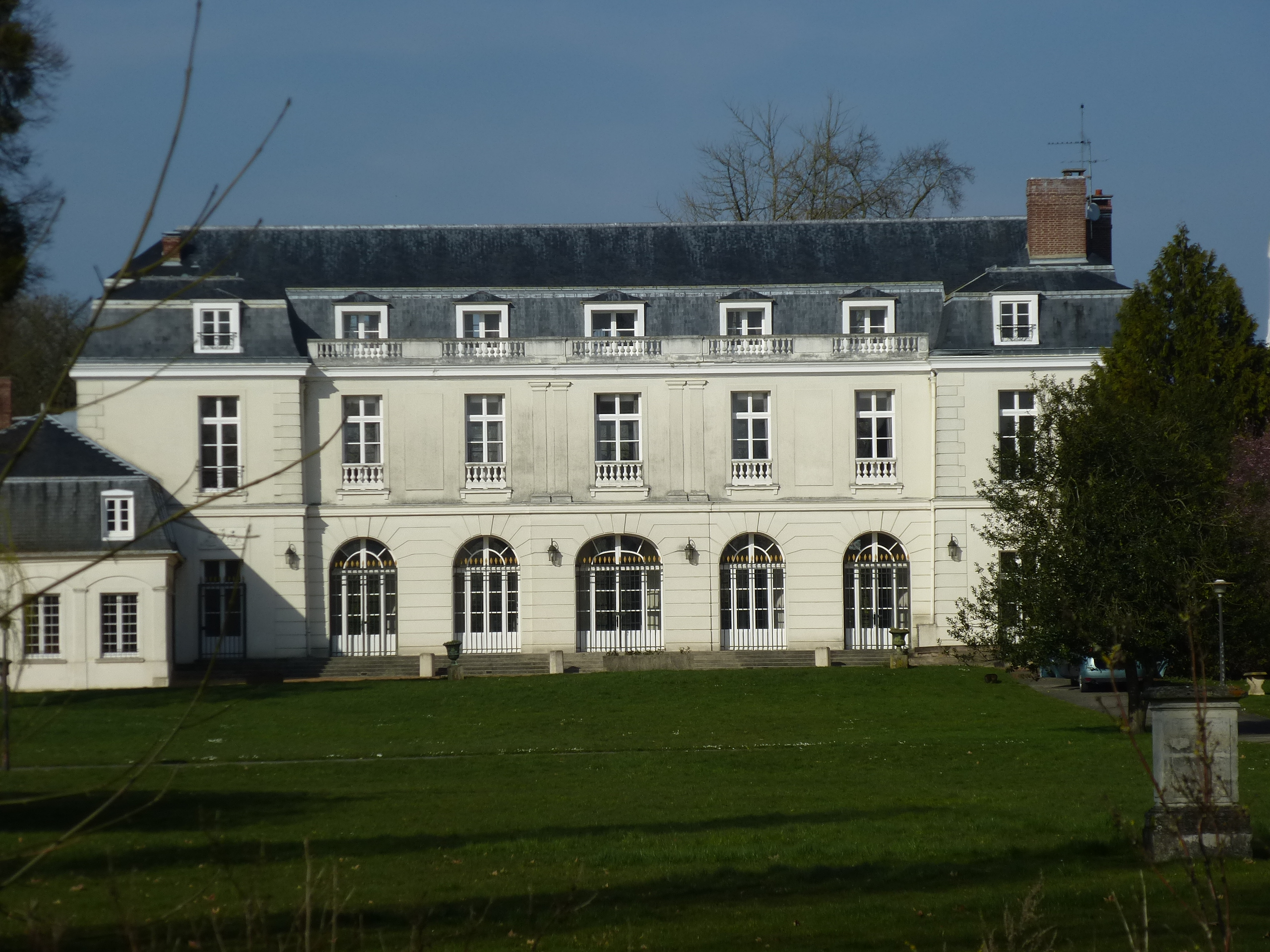
Le château.

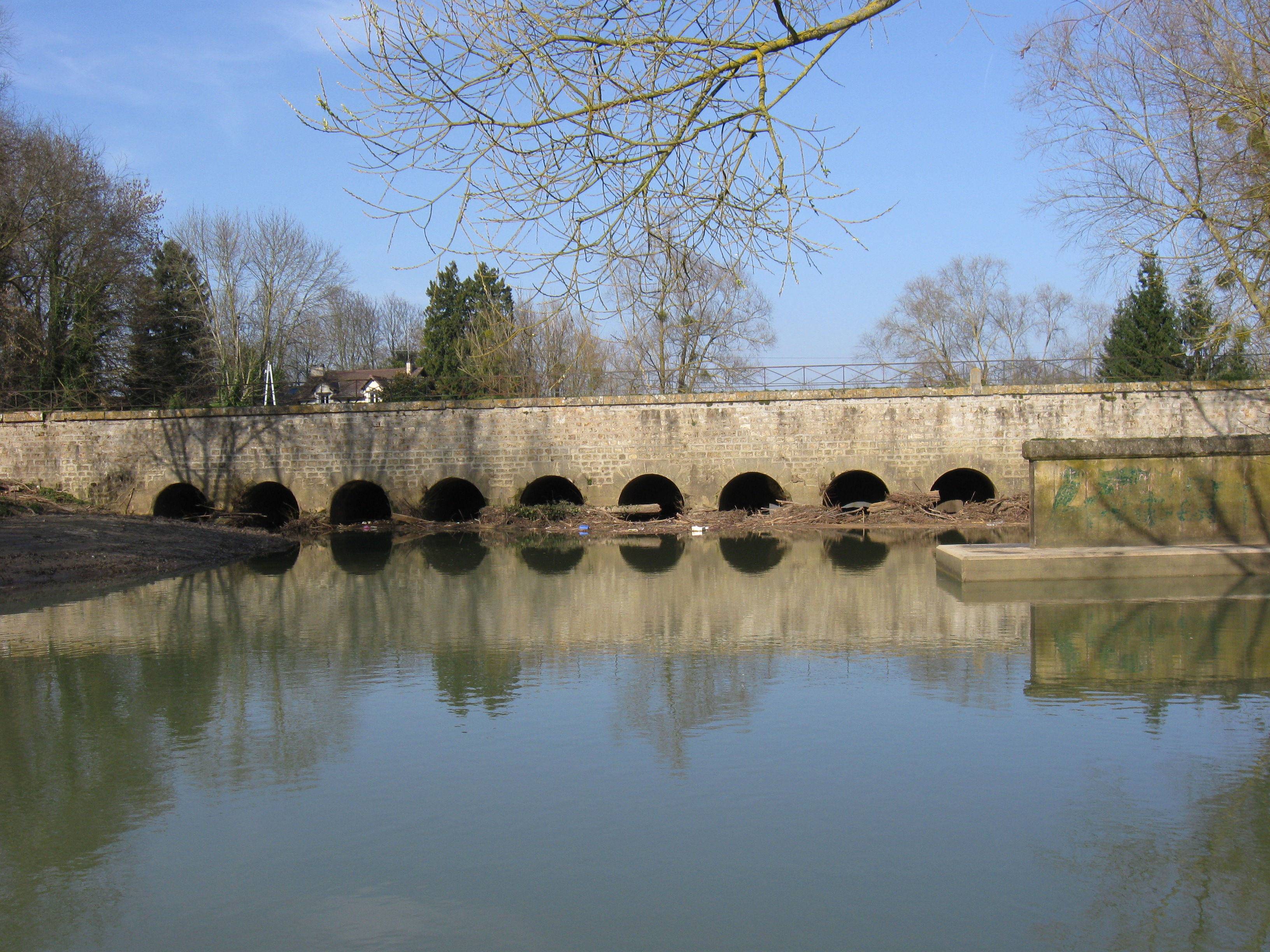
Traversée du Grand-Morin sous le canal de Chalifert avant de rejoindre la Marne.

### Lieux et monuments
- L'église Saint-Martin-et-Sainte-Libiaire.
- Le château de Condé-Sainte-Libiaire, XVIIe et XVIIIe siècles.
- Le sentier de grande randonnée 14A traverse la commune.
- Les promenades le long des cours d'eau se font dans un cadre agréable au milieu de la nature. L'île du Renard est certainement un des lieux plus attirants mais il est impossible de la visiter étant donné l'inexistence de passage.

### Personnalités liées à la commune
- Joseph Bonnet, le grand organiste et compositeur français, seine-et-marnais d'adoption[64].
- Henry Hamel (1861-1906), dessinateur et journaliste, né dans cette ville.
- Sébastien Pontault de Beaulieu (1612-1674), ingénieur militaire et dessinateur, décédé dans cette commune.

### Héraldique
|  | Les armes de la ville se blasonnent ainsi : Tiercé en pairle renversé: au premier d'azur au voilier contourné d'or voguant sur des ondes alésées d'argent, au deuxième d'azur à l'arc de sable encoché d'une flèche du même posé en pal, au troisième de gueules à la grappe de raisin en ombre de sable; au pairle renversé d'or, ployé en pointe, brochant sur la partition. |